# Dorsten
Dorsten település Németországban, azon belül Észak-Rajna-Vesztfália tartományban. Lakosainak száma 76 842 fő (2023. december 31.). Dorsten Reken, Haltern am See, Marl, Gelsenkirchen, Gladbeck, Bottrop, Schermbeck és Raesfeld községekkel határos.

## Népesség
A település népességének változása:
| Lakosok száma | 90   | 65 718 | 75 431 | 75 196 | 75 252 | 74 736 | 74 551 | 76 720 | 76 842 |
|               | 1250 | 1975   | 2015   | 2016   | 2017   | 2019   | 2021   | 2022   | 2023   |